# Flora of Bermuda
Flora of Bermuda (abreviado Fl. Bermuda) es un libro con ilustraciones y descripciones botánicas, escrito por el geólogo, botánico y taxónomo estadounidense Nathaniel Lord Britton. Fue publicado en el año 1918.